# Muisca (langue)
Le muisca (ou mosca, ou simplement chibcha) est une langue amérindienne, de la famille des langues chibchanes parlée dans les hautes terres de la Colombie, par le peuple des Chibchas, à l'époque de la colonisation espagnole.
La langue était désignée en muisca par le terme de muysc cubun, [mʷɨsk kuβun], littéralement : langue des personnes.

## Histoire de la langue
La langue, qui est éteinte depuis le XVIIIe siècle, était parlée en Colombie dans la région de Bogota.
En 1538, quand les Espagnols atteignent les hautes terres de Cundinamarca et de Boyacá, ils trouvent une région densément peuplée avec une grande diversité linguistique, bien qu'il s'agisse de langues chibchanes. Le choix se fait sur le muisca, pour servir de langue de christianisation mais aussi d'administration, qui devient une lengua general, une langue générale. Malgré la création d'une chaire de muisca à Santa Fé de Bogotá en 1582, cette décision connaît une opposition certaine parmi les colons. Le muisca finira par disparaître au profit de l'espagnol.

## Documentation

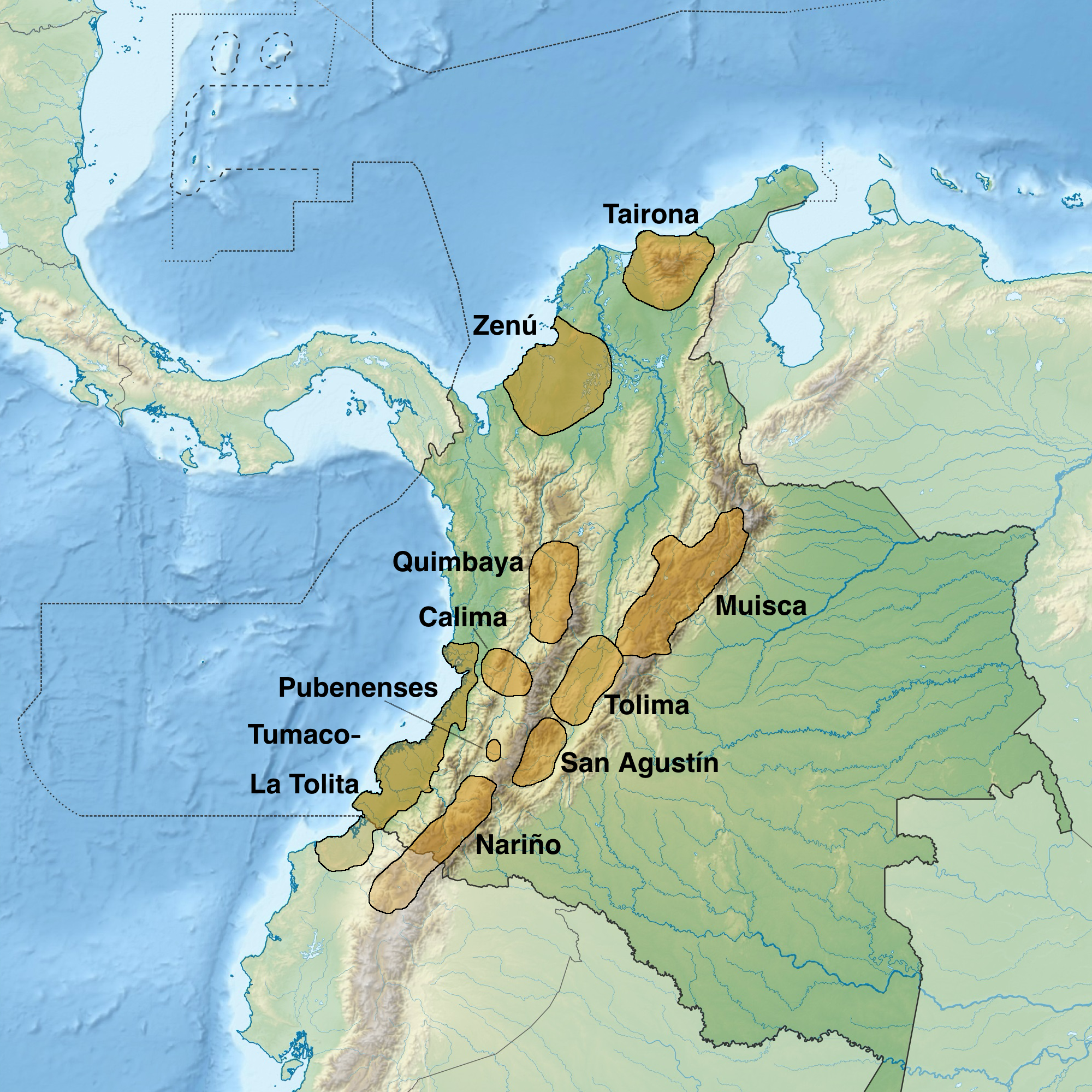
Localisation de la culture muisca, autour de Bogotá

La langue a été décrite dans de nombreux ouvrages par des Espagnols. Malheureusement, seules trois de ces sources ont survécu. L'une d'elles, datée de 1619, est l'œuvre d'un dominicain, Bernardo de Lugo. Une autre source anonyme, conservée à la Bibliothèque nationale de Colombie, est le document le plus riche des trois.

## Classification
Le muisca est une langue chibchane. Une langue disparue et voisine, le duit est documentée, mais de façon beaucoup moins satisfaisante. Les deux langues n'étaient sans doute pas intercompréhensibles. Le document duit connu laisse apparaître une correspondance entre /-r-/ en duit et /-z-/, /-s-/ et /-š-/ en muisca. En duit, éclair est pcuare, auquel fait écho, en muisca, pquahaza, c'est-à-dire [pkʷahatsa].

## Phonologie
Malgré la difficulté que représente la graphie choisie pour transcrire la langue, notamment chez Bernardo de Lugo, il est possible de reconstituer les phonèmes du muisca.

### Voyelles
|         | Antérieure | Centrale | Postérieure |
| ------- | ---------- | -------- | ----------- |
| Fermée  | i [i]      | ɨ [ɨ]    | u [u]       |
| Moyenne | e [e]      |          | o [o]       |
| Ouverte |            | a [a]    |             |

### Consonnes
|               |               | Bilabiale     | Dentale | Palatale         | Vélaire | Lab.-vél.           | Glottale |
| ------------- | ------------- | ------------- | ------- | ---------------- | ------- | ------------------- | -------- |
| Occlusives    | Occlusives    |               | t [t]   |                  | k [k]   | pkw [p͡kʷ] / kw [kʷ] |          |
| Fricatives    | Sourde        |               | s [s]   | (š) [ʃ]          |         |                     | h [h]    |
| Fricatives    | Sonore        | β [β] / ɸ [ɸ] |         |                  | ɣ [ɣ]   |                     |          |
| Afriquées     | Afriquées     |               | c [t͡s]  | č [t͡ʃ] / ty [tʲ] |         |                     |          |
| Nasales       | Nasales       | m [m]         | n [n]   |                  |         |                     |          |
| Liquides      | Liquides      |               | r [r]   |                  |         |                     |          |
| Semi-voyelles | Semi-voyelles | w [w]         |         | y [j]            |         |                     |          |